# یژی پاسندورفر
یژی پاسن‌دورفر (لهستانی: Jerzy Passendorfer؛ ۸ آوریل ۱۹۲۳ – ۲۰ فوریهٔ ۲۰۰۳) کارگردان فیلم اهل لهستان بود.
او کارگردانی مجموعهٔ تلویزیونی «یانوشیک» (۱۹۷۴) را که دربارهٔ یک راهزن افسانه‌ای لهستانی است، به‌عهده داشت.